# Kelly P. Steele
Kelly P. Steele (1956) es una profesora, y botánica estadounidense, que se desempeña académicamente en la Universidad Estatal de Arizona, como profesora asociada.

## Biografía
En 1975, recibió una licenciatura en zoología, y el doctorado en Ciencias Biológicas en 1986 por la Universidad de California en Santa Bárbara. Su disertación fue en el campo de la sistemática vegetal. Después de una beca posdoctoral en la Universidad de Connecticut, 1986-1988, en paleobotánica, enseñó en la Universidad Estatal de los Apalaches en Carolina del Norte 1988-1997 (promovida a profesora asociada) y en la Universidad Estatal de California en Hayward, de 1997 a 2002. Ese año, se incorporó a la Universidad Estatal de Arizona en el campus del Politécnico Departamento de Ciencias Biológicas Aplicadas.
Actualmente, es profesora de Genética General y dos cursos sucesivos en Taxonomía Vegetal Aplicada. Ha recibido financiación del National Science Foundation para financiar su trabajo en sistemática molecular del género de fanerógamas Medicago que incluye importantes forrajeras leguminosas alfalfas y tréboles. Como parte de sus esfuerzos de investigación ha viajado a Irán y visitado herbarios en Alemania e Inglaterra para recoger material vegetal.

## Algunas publicaciones
- p.s. manos, kelly p. Steele. 1997. Phylogenetic analysis of higher Hamamelididae based on plastid sequence data. Am. J. of Bot. 84: 1407 1419

## Honores

### Membresías
- de la Asociación para la Taxonomía Vegetal (ASPT)
- de la Sociedad Botánica de América (BSA). Kelly Steele es miembro activo de organizaciones locales, incluyendo Asociación Central Arizona Manejo de Malezas (CWMA) que proporcionan educación pública sobre especies de plantas invasoras.